# 原酒造

原酒造（はらしゅぞう）は、新潟県柏崎市に本社を置く創業1814年（文化11年）の酒蔵である。銘柄名は『越の誉』で、1972年日中国交正常化の北京市人民大会堂にて、記念晩餐会の乾杯酒になった。2007年中越沖地震では、蔵が全壊したが社員の努力で二か月半で復旧した。

## 沿革
- 1814年（文化11年）- 創業（創業者:原幸太郎）、屋号「鍋屋」。
- 1950年（昭和25年）- 原酒造株式会社に組織変更。
- 1972年（昭和47年）- 9月29日、日中国交正常化に際し、記念晩餐会の乾杯酒になる。
- 2006年（平成18年）- 11月28日、平野保夫杜氏、新潟県知事表彰を受け「にいがたの名工」[8]になる。
- 2007年（平成19年）- 7月16日、中越沖地震により被災。
- 2008年（平成20年）- 9月24日、和醸蔵（わじょうぐら）が完成。
  - 4月8日、酒米品種「越神楽」から製品化[9]。
- 2010年（平成22年）- 5月22日、酒彩館が完成[10]。
- 2015年（平成27年）- 3月1日、全日本空輸の機内提供酒として「純米吟醸 清吟100ml」が提供される[11]。

## 代表銘柄
- 越の誉 彩シリーズ
  - 大吟醸 彩
  - 純米吟醸 彩
  - 吟醸 彩
  - 特別純米 彩
  - 辛口純米 彩
  - 淡麗純米 彩
  - 新潟辛口 彩
  - 新潟超辛口 彩
- 【夏限定】
  - 夏の涼酒便
  - 夏純吟
  - 純米吟醸 夏酒
  - 本醸造原酒ひや
- 【限定品】
  - 雪室貯蔵の酒
  - 純米大吟醸 繋ぐ 祝（一年雪中熟成 素濾過原酒）
  - 純米大吟醸 繋ぐ 実（熟成原酒ひやおろし）
- Circs 純米白麹
- 大吟醸生酒
- 純米大吟醸
  - 純米大吟醸
  - 純米大吟醸　槽搾り
- 秘蔵古酒もろはく
- 大吟醸
- 純米吟醸
- 吟醸
  - 吟醸
- 特別純米
- 純米酒
- 本醸造酒
- 普通酒
  - 大辛口
- 生貯蔵酒
- 発泡純米 あわっしゅ
- 甘酒
- 梅酒
- 酒粕
- ギフト・詰合せ
- 送料お得なセット
- 丸茄子と枝豆・生酒のセット
- 酒蔵グッズ

## 受賞歴
全国新酒鑑評会
平成14酒造年 - 29酒造年
- 「越の誉」金賞受賞 - 平成29年受賞